# دانشگاه کنتربری
دانشگاه کانتربوری دانشگاهی‌ست در شهر کرایست چرچ نیوزیلند که در سال ۱۸۷۳ تأسیس شد. بر اساس آخرین رده‌بندی مؤسسهٔ رتبه‌بندی دانشگاه‌ها QS این دانشگاه در رتبه ۱۸۶ قرار دارد.
ارنست رادرفورد فیزیک‌دان بزرگ نیوزیلندی از این دانشگاه فارغ‌التحصیل شده‌است.
دانشگاه کانتربری در کرایستچرچ توسط محققانی از دانشگاه آکسفورد و کمبریج در سال ۱۸۷۳ تأسیس شد. دانشگاه کانتربری شهرت بین‌المللی خود را برای تعالی علمی در تدریس و پژوهش دارا می‌باشد.

## دانشجویان بین‌المللی
دانشگاه کانتربوری میزبان هزاران نفر از دانشجویان بین‌المللی در بیش از ۴۰ سال است. در حال حاضر بیش از ۲٬۰۰۰ تن از دانشجویان بین‌المللی از ۷۰ کشور ثبت‌نام‌کرده در برنامه‌های مختلف وجود دارند. علاوه بر این، بسیاری از ساکنان مقیم نیوزیلند که اصالتاً از کشورهای دیگر هستند، در این دانشگاه حضور دارند.

## دوره مقدماتی زبان انگلیسی و مطالعات

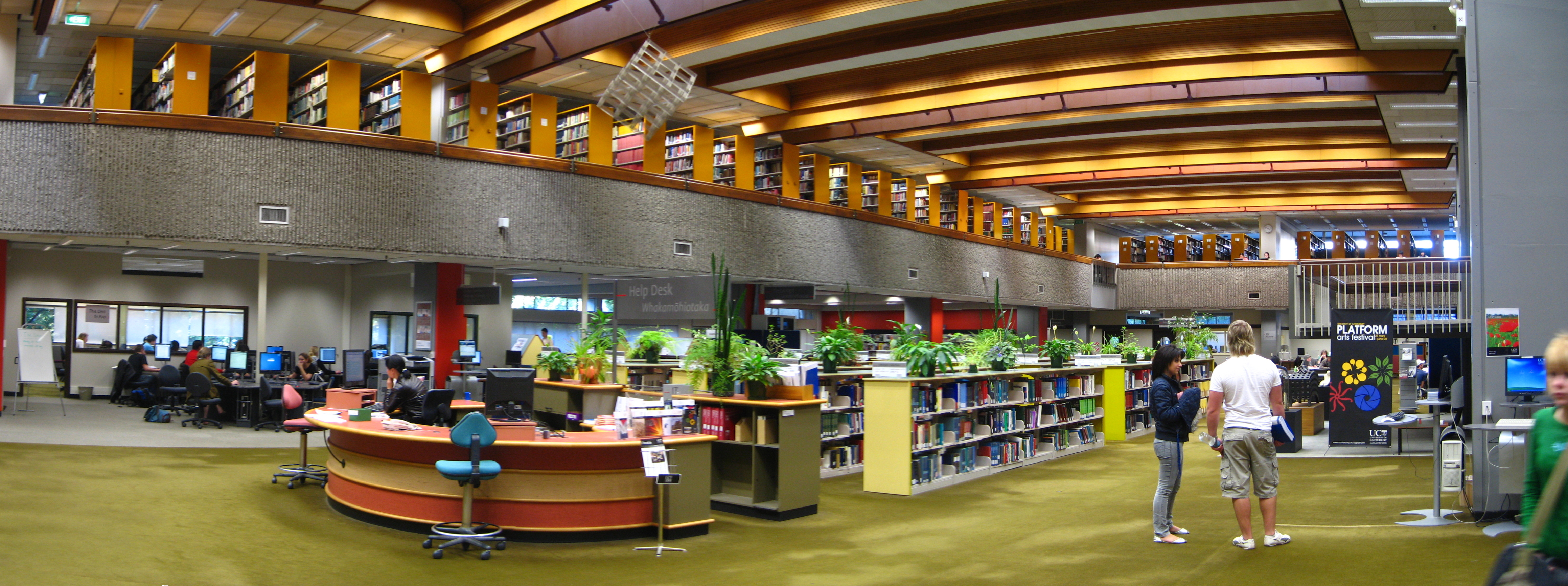
کتابخانه مرکزی

مدارک و مهارت زبان انگلیسی برای همه دانش‌آموزان که زبان مادری‌شان انگلیسی نیست لازم است. این دانشگاه دارای یک مرکز زبان انگلیسی در محیط دانشگاه است که تخصص در آماده‌سازی دانش‌آموزان برای ورود به دوره مدرک دارد. این دانشگاه دارای یک دوره مقدماتی مطالعات با سه intakes یک ساله برای کمک به دانش‌آموزان برای رسیدن به استانداردهای لازم برای ورود است.

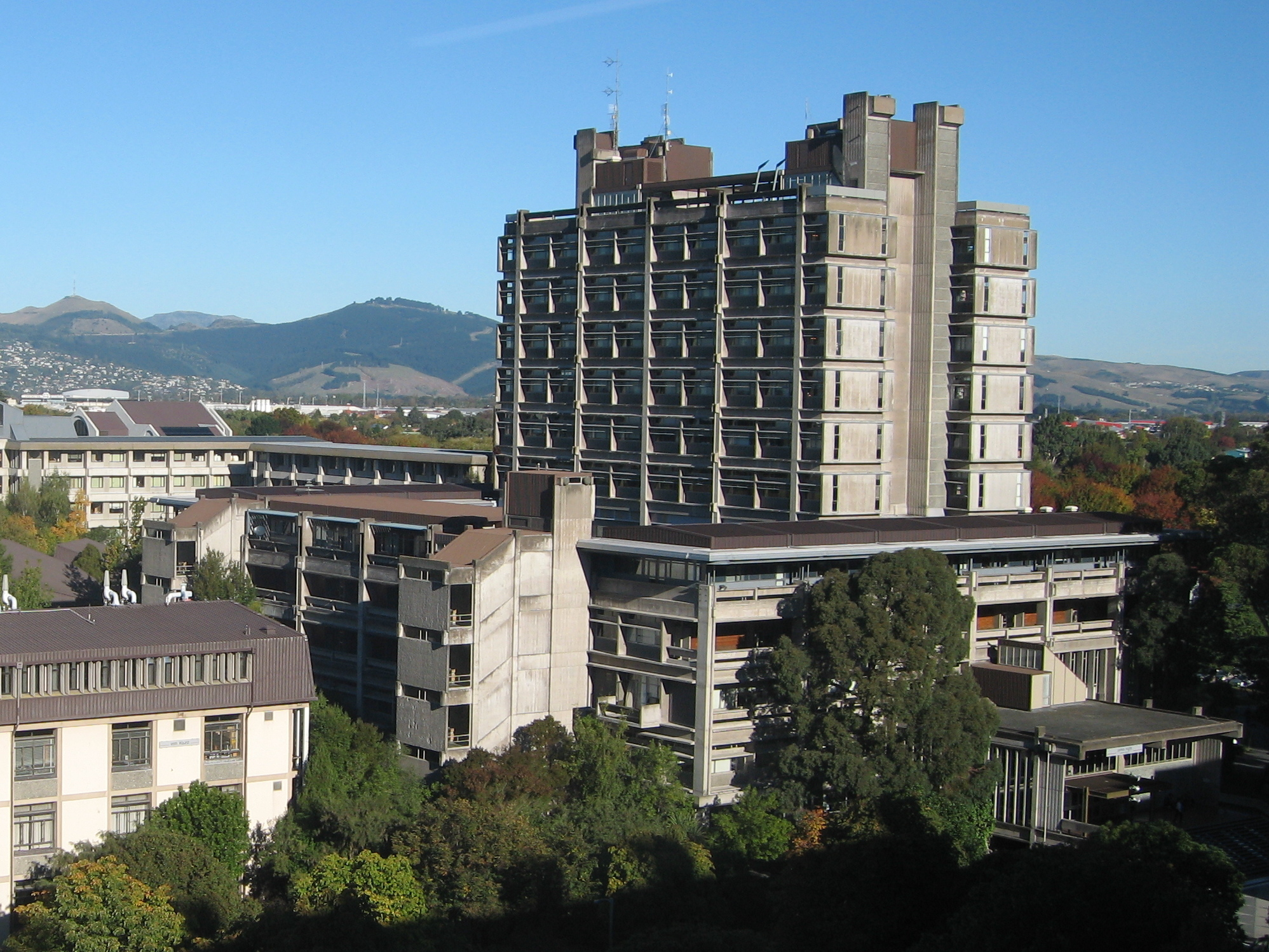
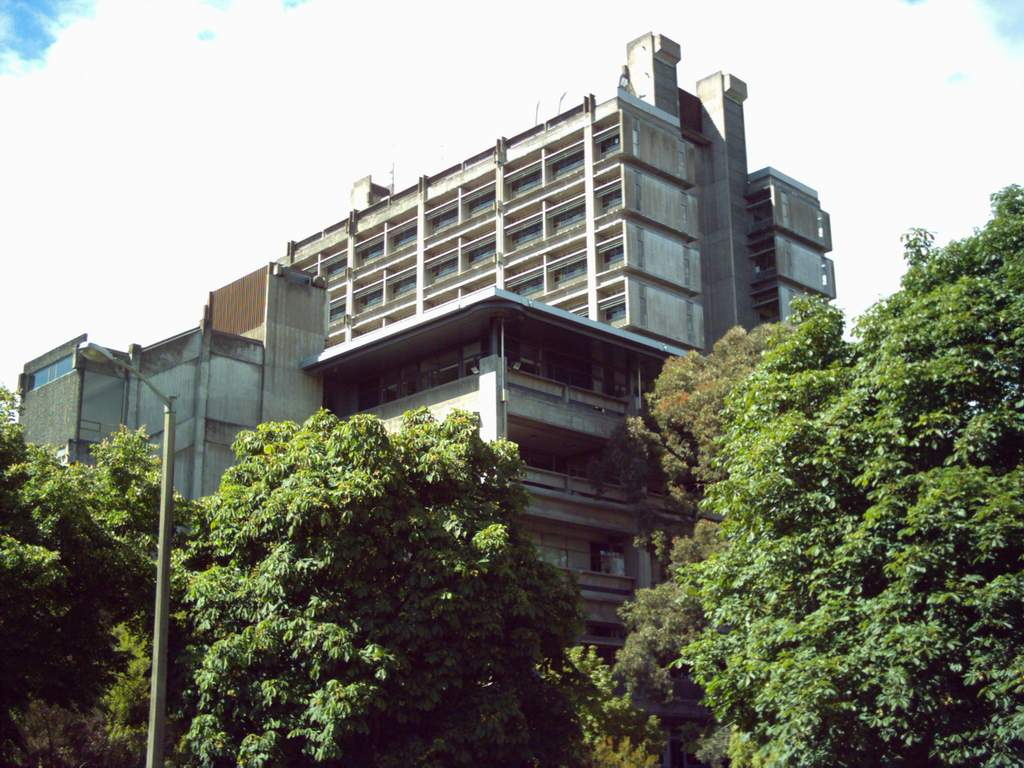
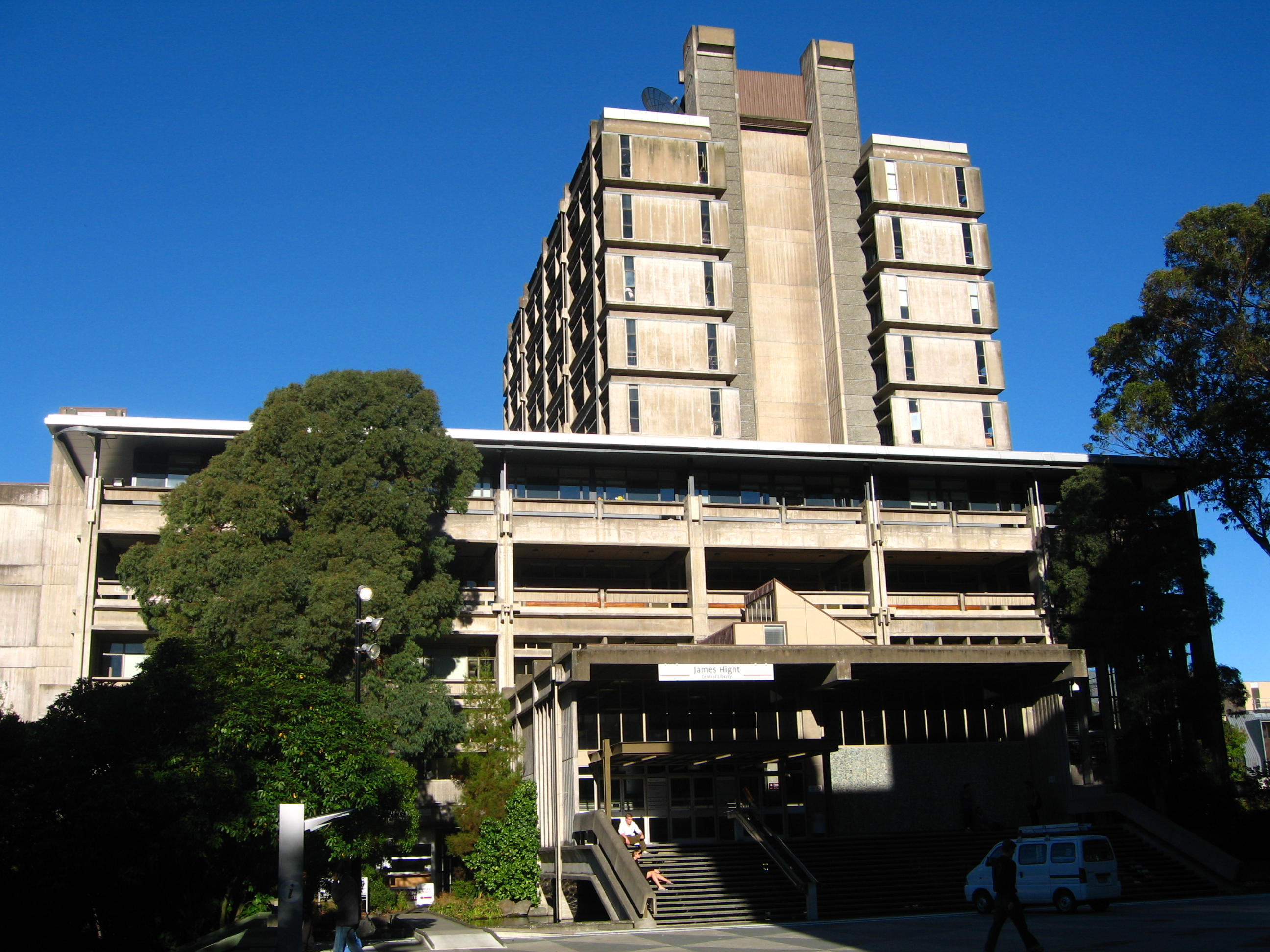
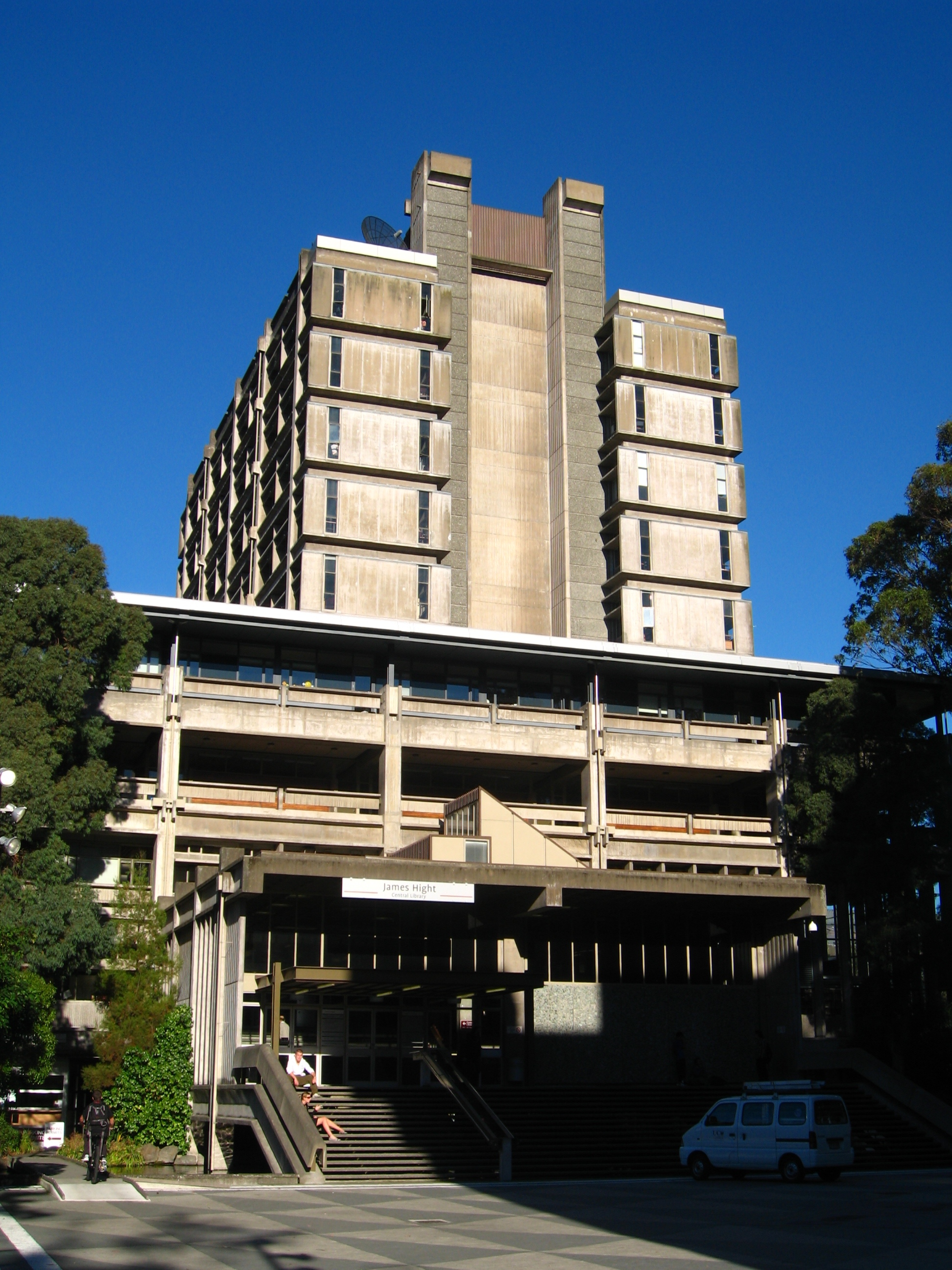